# Đá Bình Khê
Đá Bình Khê (tiếng Anh: Edmund Reef; tiếng Trung: 南门礁; bính âm: Nánmén jiāo, Hán-Việt: Nam Môn tiêu) là một rạn san hô thuộc cụm Sinh Tồn của quần đảo Trường Sa. Đá này nằm cách đảo Sinh Tồn gần 7 km về phía đông-đông bắc.
Đá Bình Khê là đối tượng tranh chấp giữa Việt Nam, Đài Loan, Philippines và Trung Quốc. Hiện chưa rõ nước nào thực sự kiểm soát đá này.